# Гилис (Луизијана)
Гилис (енгл. Gillis) насељено је место без административног статуса у америчкој савезној држави Луизијана.

## Демографија
По попису из 2010. године број становника је 657.
| Група             | 2000.    | 2010.       |
| Белци             | 0 (0,0%) | 559 (85,1%) |
| Афроамериканци    | 0 (0,0%) | 62 (9,4%)   |
| Азијати           | 0 (0,0%) | 4 (0,6%)    |
| Хиспаноамериканци | 0 (0,0%) | 17 (2,6%)   |
| Укупно            | 0        | 657         |